# Todo sobre el amor
Todo sobre el amor: Nuevas perspectivas (versión en español del título original en inglés de All About Love: New Visions) es un ensayo escrito en un estilo didáctico por bell hooks y publicado originalmente en inglés en el año 2000 por la editorial HarperCollins en Nueva York. En el ensayo, hooks aborda los marcos del amor desde una mirada feminista, criticando el mito del amor romántico elaborado por el patriarcado que imposibilita la práctica del amor real en las sociedades contemporáneas.
La obra Todo sobre el amor constituye el primer volumen de la trilogía Love Song to the Nation (Canción de amor a la nación), junto a Salvación: personas negras y el amor (2001) y la obra Comunión: la búsqueda femenina del amor (2004).

## Argumento
En Todo sobre el amor, hooks define el amor como el fomento activo del crecimiento espiritual en nosotros mismos y en los demás:

... al entender el amor como la voluntad de nutrir nuestro desarrollo espiritual y el del otro, se vuelve evidente que no podemos sostener que amamos si somos hirientes y abusivos. El amor y el abuso no pueden coexistir.

A partir de la comprensión y práctica de esa definición, la autora sugiere que las personas empiezan a buscar actos de amor que pueden realizar, en lugar de depender solo de los sentimientos, creando así una sociedad que es menos tolerante con el abuso y la negligencia en cualquier tipo de relación.

## Estructura
En Todo sobre el amor: Nuevas perspectivas, la obra se encuentra dividida en trece capítulos:
1. «Claridad: poner el amor en palabras»
2. «Justicia: lecciones de amor en la infancia»
3. «Honestidad: sé sincera con el amor»
4. «Compromiso: que el amor sea amor propio»
5. «Espiritualidad: el amor divino»
6. «Valores: vivir según una ética amorosa»
7. «Avaricia: simplemente amar»
8. «Comunidad: una comunión amorosa»
9. «Reciprocidad: el corazón del amor»
10. «Romance: el dulce amor»
11. «Pérdida: amar en la vida y en la muerte»
12. «Curación: el amor redentor»
13. «Destino: cuando los ángeles hablan de amor»

## Recepción
En la plataforma Goodreads, le han otorgado una puntuación de 4,09 basada en 56 196 evaluaciones de la comunidad virtual de lectores.
Elise Harris del periódico The New York Times describe el libro como una fusión entre la filosofía moral con la autoayuda, que constituye «una cálida afirmación de que el amor es posible y un ataque a la cultura del narcisismo y el egoísmo». Ignacia Calli del medio de comunicación Copadas en Chile describe que el texto de bell hooks que «desafía el concepto de amor y cómo es incompatible con las sociedades» construidas bajo valores patriarcales y en prácticas que sustenta la desigualdad de género.